# Masters de Shanghái 2024
El Shanghai Rolex Masters 2024 fue un torneo de tenis masculino, celebrado en octubre de 2024 sobre pista dura. Fue la 13.ª edición del llamado Masters de Shanghai, patrocinado por Rolex. Tuvo lugar en Shanghái (China).

## Puntos y premios en efectivo

### Distribución de puntos
| Evento                  | G    | F   | SF  | CF  | R16 | R32 | R64 | R128 | C  | C2 | C1 |
| Individuales masculinos | 1000 | 650 | 400 | 200 | 100 | 50  | 30  | 10   | 20 | 10 | 0  |
| Dobles masculinos       | 1000 | 600 | 360 | 180 | 90  | 0   | —   | —    | —  | —  | —  |

### Premios en efectivo
| Evento                  | G           | F         | SF        | CF        | R16       | R32      | R64      | R128     | C2       | C1      |
| Individuales masculinos | $ 1 110 000 | $ 585 000 | $ 325 000 | $ 185 000 | $ 101 000 | $ 59 000 | $ 34 550 | $ 23 250 | $ 13 500 | $ 7 000 |
| Dobles masculinos       | $ 447 300   | $ 236 800 | $ 127 120 | $ 63 600  | $ 34 100  | $ 18 640 | —        | —        | —        | —       |

## Cabezas de serie

### Individuales masculino
| N.º | Rank. | Tenista                 | Puntos | Puntos por defender | Puntos ganados | Nuevos puntos | Ronda hasta la que avanzó en el torneo          |
| 1   | 1     | Jannik Sinner           | 11 010 | 90                  | 1000           | 11 920        | Campeón, venció a Novak Djokovic [4]            |
| 2   | 3     | Alexander Zverev        | 6705   | 10                  | 100            | 6795          | Cuarta ronda, perdió ante David Goffin          |
| 3   | 2     | Carlos Alcaraz          | 7010   | 90                  | 200            | 7120          | Cuartos de final, perdió ante Tomáš Macháč [30] |
| 4   | 4     | Novak Djokovic          | 5560   | 0                   | 650            | 6210          | Final, perdió ante Jannik Sinner [1]            |
| 5   | 5     | Daniil Medvédev         | 5375   | 45                  | 200            | 5530          | Cuartos de final, perdió ante Jannik Sinner [1] |
| 6   | 6     | Andrey Rublev           | 4700   | 600                 | 10             | 4110          | Segunda ronda, perdió ante Jakub Mensik         |
| 7   | 7     | Taylor Fritz            | 4060   | 45                  | 400            | 4415          | Semifinales, perdió ante Novak Djokovic [4]     |
| 8   | 9     | Casper Ruud             | 3965   | 90                  | 10             | 3885          | Segunda ronda, perdió ante Aleksandar Vukic [Q] |
| 9   | 10    | Grigor Dimitrov         | 3840   | 360                 | 100            | 3580          | Cuarta ronda, perdió ante Jakub Mensik          |
| 10  | 12    | Stefanos Tsitsipas      | 3390   | 45                  | 100            | 3445          | Cuarta ronda, perdió ante Daniil Medvédev [5]   |
| 11  | 13    | Tommy Paul              | 3045   | 90                  | 100            | 3055          | Cuarta ronda, perdió ante Tomáš Macháč [30]     |
| 12  | 14    | Holger Rune             | 2935   | (50)                | 100            | 2985          | Cuarta ronda, perdió ante Taylor Fritz [7]      |
| 13  | 17    | Frances Tiafoe          | 2560   | 10                  | 50             | 2600          | Tercera ronda, perdió ante Román Safiulin       |
| 14  | 16    | Ben Shelton             | 2580   | 180                 | 100            | 2500          | Cuarta ronda, perdió ante Jannik Sinner [1]     |
| 15  | 18    | Lorenzo Musetti         | 2425   | 10                  | 10             | 2425          | Segunda ronda, perdió ante David Goffin         |
| 16  | 15    | Ugo Humbert             | 2645   | 180                 | 50             | 2515          | Tercera ronda, perdió ante Gaël Monfils         |
| 17  | 20    | Jack Draper             | 2340   | (20)                | 0              | 2320          | Baja antes de la segunda ronda.                 |
| 18  | 22    | Félix Auger-Aliassime   | 2170   | 10                  | 10             | 2170          | Segunda ronda, perdió ante Alexandre Müller     |
| 19  | 23    | Alejandro Tabilo        | 1963   | (30)                | 50             | 1983          | Tercera ronda, perdió ante Tommy Paul [11]      |
| 20  | 24    | Alexei Popyrin          | 1825   | 10                  | 50             | 1865          | Tercera ronda, perdió ante Grigor Dimitrov [9]  |
| 21  | 21    | Arthur Fils             | 2250   | 45                  | 10             | 2215          | Segunda ronda, perdió ante Roberto Carballés    |
| 22  | 26    | Sebastián Báez          | 1760   | 45                  | 10             | 1725          | Segunda ronda, perdió ante Gaël Monfils         |
| 23  | 27    | Aleksandr Búblik        | 1690   | 0                   | 10             | 1700          | Segunda ronda, perdió ante Román Safiulin       |
| 24  | 25    | Karen Khachanov         | 1780   | 45                  | 10             | 1745          | Segunda ronda, perdió ante Marcos Giron         |
| 25  | 29    | Nicolás Jarry           | 1555   | 180                 | 10             | 1385          | Segunda ronda, perdió ante Yibing Wu [WC]       |
| 26  | 28    | Jordan Thompson         | 1571   | 10                  | 10             | 1571          | Segunda ronda, perdió ante Tallon Griekspoor    |
| 27  | 31    | Francisco Cerúndolo     | 1550   | 90                  | 10             | 1470          | Segunda ronda, perdió ante Alexander Shevchenko |
| 28  | 30    | Flavio Cobolli          | 1552   | (75)                | 50             | 1527          | Tercera ronda, perdió ante Novak Djokovic [4]   |
| 29  | 36    | Matteo Arnaldi          | 1350   | 45                  | 50             | 1355          | Tercera ronda, perdió ante Daniil Medvédev [5]  |
| 30  | 33    | Tomáš Macháč            | 1449   | (100)               | 400            | 1749          | Semifinales, perdió ante Jannik Sinner [1]      |
| 31  | 37    | Tomás Martín Etcheverry | 1335   | 10                  | 50             | 1375          | Tercera ronda, perdió ante Jannik Sinner [1]    |
| 32  | 35    | Brandon Nakashima       | 1375   | 45                  | 10             | 1340          | Segunda ronda, perdió ante Yosuke Watanuki [Q]  |
| 33  | 34    | Jiří Lehečka            | 1400   | 10                  | 50             | 1440          | Tercera ronda, perdió ante Holger Rune [12]     |

- Ranking del 30 de septiembre de 2024.[2]

#### Bajas
| Rank. | Tenista         | Puntos antes | Puntos por defender | Puntos ganados | Puntos después | Motivo                |
| ----- | --------------- | ------------ | ------------------- | -------------- | -------------- | --------------------- |
| 8     | Hubert Hurkacz  | 4060         | 1000                | 0              | 3060           | Lesión en la rodilla. |
| 11    | Álex de Miñaur  | 3620         | 10                  | 0              | 3610           | Lesión en la cadera.  |
| 19    | Sebastian Korda | 2380         | 360                 | 0              | 2020           | Lesión en el codo.    |
| 32    | Nuno Borges     | 1515         | (59)                | 0              | 1456           | Lesión en la muñeca.  |

### Dobles masculino
| Tenista                            | Ranking | Preclasificado |
| Marcel Granollers Horacio Zeballos | 2       | 1              |
| Marcelo Arévalo Mate Pavić         | 7       | 2              |
| Matthew Ebden Joe Salisbury        | 16      | 3              |
| Simone Bolelli Andrea Vavassori    | 21      | 4              |
| Rohan Bopanna Ivan Dodig           | 31      | 5              |
| Harri Heliövaara Henry Patten      | 32      | 6              |
| Neal Skupski Michael Venus         | 37      | 7              |
| Austin Krajicek Rajeev Ram         | 39      | 8              |

## Campeones

### Individual masculino
Jannik Sinner venció a  Novak Djokovic por 7-6(7-4), 6-3

### Dobles masculino
Wesley Koolhof /  Nikola Mektić vencieron a  Máximo González /  Andrés Molteni por 6-4, 6-4